# عبد المطلب (اسم)
عبد المطلب هو اسم علم مذكر عربي.

## قائمة
- كود سباركل
- تحديث القائمة

1. عبد المطلب الأمين، دبلوماسي ومحامي وشاعر سوري.
2. عبد المطلب الطريدي، لاعب كرة قدم سعودي.
3. عبد المطلب الكاظمي، سياسي.
4. عبد المطلب حناوي، سياسي لبناني.

## وصلات خارجية
- معنى اسم عبد المطلب في قاموس معاني الأسماء.